# Trox tuberculatus
Trox tuberculatus es una especie de escarabajo del género Trox, familia Trogidae. Fue descrita científicamente por Degeer en 1774.
Se distribuye por la ecozona del Neártico. Habita en los Estados Unidos (Massachusetts, Florida, Wyoming, Arizona, Carolina del Sur, Nebraska, Colorado, Kansas, Nuevo México, Texas, Indiana). Mide 7,5-11 milímetros de longitud.